# Doug Brown (Eishockeyspieler)
Douglas „Doug“ Brown (* 12. Juni 1964 in Southborough, Massachusetts) ist ein ehemaliger US-amerikanischer Eishockeyspieler, der im Verlauf seiner aktiven Karriere zwischen 1982 und 2001 unter anderem 963 Spiele für die New Jersey Devils, Pittsburgh Penguins und Detroit Red Wings in der National Hockey League auf der Position des rechten Flügelstürmers bestritten hat. In Diensten der Detroit Red Wings gewann Brown in den Jahren 1997 und 1998 zweimal den Stanley Cup. Sein Bruder Greg war ebenfalls ein professioneller Eishockeyspieler.    

## Karriere
Doug Brown begann seine Karriere als Eishockeyspieler in der Mannschaft des Boston College, für die er von 1982 bis 1986 in der National Collegiate Athletic Association aktiv war. In seinen letzten beiden Universitätsjahren wurde er jeweils in das zweite All-Star Team der Hockey East gewählt. Daraufhin wurde der Flügelspieler am 6. August 1986 als Free Agent von den New Jersey Devils unter Vertrag genommen, für die er in den folgenden sieben Jahren in der National Hockey League spielte, wobei er in seinem Rookiejahr überwiegend für deren Farmteam, die Maine Mariners aus der American Hockey League, auf dem Eis stand. In der Folgezeit wurde er nur noch sporadisch in New Jerseys neuem AHL-Farmteam Utica Devils eingesetzt, da er sich einen Stammplatz im NHL-Team erkämpfen konnte. 
Die Saison 1993/94 verbrachte Brown bei den Pittsburgh Penguins. Anschließend spielte er bis zu seinem Karriereende im Alter von 37 Jahren im Sommer 2001 bei deren Ligarivalen Detroit Red Wings. Mit dem Team aus Michigan gelang ihm 1997 und 1998 gleich zwei Mal in Folge der Gewinn des prestigeträchtigen Stanley Cup.
Brown wurde beim NHL Expansion Draft 1998 von den Nashville Predators ausgewählt, jedoch wenige Wochen später in einem Tauschhandel zurück zu den Red Wings geschickt. Im Austausch wurde Petr Sýkora und ein Drittrunden-Wahlrecht an die Predators abgegeben.

### International
Für die USA nahm Brown an den Weltmeisterschaften 1986, 1989, 1991 und 2001 sowie am Canada Cup 1991 teil.

## Erfolge und Auszeichnungen
| - 1985 Hockey East Second All-Star Team - 1985 NCAA East Second All-American Team - 1986 Hockey East Second All-Star Team | - 1986 NCAA East Second All-American Team - 1997 Stanley-Cup-Gewinn mit den Detroit Red Wings - 1998 Stanley-Cup-Gewinn mit den Detroit Red Wings |

### International
- 1991 Silbermedaille beim Canada Cup

## Karrierestatistik

### International
Vertrat die USA bei:
| - Weltmeisterschaft 1986 - Weltmeisterschaft 1989 - Weltmeisterschaft 1991 | - Canada Cup 1991 - Weltmeisterschaft 2001 |

(Legende zur Spielerstatistik: Sp oder GP = absolvierte Spiele; T oder G = erzielte Tore; V oder A = erzielte Assists; Pkt oder Pts = erzielte Scorerpunkte; SM oder PIM = erhaltene Strafminuten; +/− = Plus/Minus-Bilanz; PP = erzielte Überzahltore; SH = erzielte Unterzahltore; GW = erzielte Siegtore; 1 Play-downs/Relegation; Kursiv: Statistik nicht vollständig)